# Polygenis trapidoi
Polygenis trapidoi är en loppart som beskrevs av Mendez 1977. Polygenis trapidoi ingår i släktet Polygenis och familjen Rhopalopsyllidae.

## Underarter
Arten delas in i följande underarter:
- P. t. trapidoi
- P. t. mendezi